# 23831 Mattmooney
23831 Mattmooney è un asteroide della fascia principale. Scoperto nel 1998, presenta un'orbita caratterizzata da un semiasse maggiore pari a 2,9915474 UA e da un'eccentricità di 0,1052474, inclinata di 9,37610° rispetto all'eclittica.